# Canton de Cirey-sur-Vezouze
Le canton de Cirey-sur-Vezouze est une ancienne division administrative française qui était située dans le département de Meurthe-et-Moselle et la région Lorraine.

## Géographie
Ce canton est organisé autour de Cirey-sur-Vezouze dans l'arrondissement de Lunéville. Son altitude varie de 273 m (Cirey-sur-Vezouze) à 715 m (Saint-Sauveur) pour une altitude moyenne de 335 m.

## Histoire
Ce canton fut créé en 1790 au sein du district de Blâmont. Il regroupait les communes de Bertrambois, Cirey-sur-Vezouze, Hattigny, Nonhigny, Parux, Petitmont, Raon-lès-Leau, Saint-Sauveur, Tanconville  et Val-le-Bon-Moutier . Lorsque ce district fut supprimé, le canton de Cirey fut absorbé par le canton de Lorquin. Il faisait alors partie de l'arrondissement de Sarrebourg.
La guerre de 1870 le crée à nouveau pour regrouper les communes restées françaises.

## Représentation

### Conseillers d'arrondissement (de 1833 à 1940)
| Période                                  | Période          | Identité                                        | Étiquette                    | Qualité |
| ---------------------------------------- | ---------------- | ----------------------------------------------- | ---------------------------- | --- |
|                                          |                  |                                                 |                              | |
|                                          | 1885 (démission) | Albert Ména                                     |                              | Maire de Cirey-sur-Vezouze                                                                                  |
| 1886                                     | 1894             | François Auguste Bauquel                        | Droite                       | Directeur de la fabrique de glaces de Cirey-sur-Vezouze                                                     |
| 1894                                     | 1904             | Émile Bauquel                                   |                              | Régisseur d'exploitation agricole à Cirey-sur-Vezouze                                                       |
| 1904                                     | 1919             | Comte Georges du Bouëxic de Guichen (1862-1921) | Républicain Antibloc Libéral | Propriétaire, maire de Cirey-sur-Vezouze                                                                    |
| 1919                                     | 1922             | Antoine de Metz-Noblat (1883-1957)              | Conservateur                 | Inspecteur à la Société Nancéienne, maire de Bey                                                            |
| 1922                                     | 1928             | M. Derque                                       | RG                           | Ancien garde général des forêts                                                                             |
| 1928                                     | 1940             | Charles Buisson                                 | Conservateur URD             | Régisseur à Cirey-sur-Vezouze                                                                               |
| 1940                                     |                  |                                                 |                              | Les conseils d'arrondissement ont été suspendus par la loi du 12 octobre 1940 et n'ont jamais été réactivés |
| Les données manquantes sont à compléter. |                  |                                                 |                              | |

### Conseillers généraux de 1871 à  2015
| Période | Période          | Identité                                    | Étiquette       | Qualité                                                                  |
| ------- | ---------------- | ------------------------------------------- | --------------- | ------------------------------------------------------------------------ |
| 1871    | 1878 (décès)     | Eugène Chevandier de Valdrôme               | Droite          | Administrateur de la Manufacture de Glaces de Cirey-sur-Vezouze          |
| 1878    | 1886 (décès)     | Baron Louis-Alexandre de Klopstein          | Droite          | Inspecteur des forêts Président du Tribunal civil de Toul                |
| 1886    | 1894 (démission) | Baron Jean de Klopstein (fils du précédent) | Droite          | Ancien officier supérieur Conseiller municipal de Val-et-Châtillon       |
| 1894    | 1898 (décès)     | François Auguste Bauquel                    | Républicain     | Directeur de la fabrique de glaces de Cirey, conseiller d'arrondissement |
| 1898    | 1914 (décès)     | Baron Antoine de Klopstein                  | Droite          | Ancien officier supérieur Conseiller municipal de Val-et-Châtillon       |
| 1914    | 1919             | siège vacant                                |                 |                                                                          |
| 1919    | 1940             | Georges Mazerand                            | AD RG-Rad. ind. | Industriel Député (1919-1940) Maire de Cirey-sur-Vezouze                 |
|         |                  |                                             |                 |                                                                          |
| 1945    | 1958             | Georges Mazerand                            | Rad.            | Industriel Maire de Cirey-sur-Vezouze                                    |
| 1958    | 1982             | Guy de Talhouet                             | RI puis UDF-PR  | Agriculteur Maire de Cirey-sur-Vezouze                                   |
| 1982    | 1994             | Raymond Weymeskirch                         | PS              | Professeur retraité, céramiste, Cirey-sur-Vezouze                        |
| 1994    | 2001             | Jean-Marie Hostert                          | UDF             | Cadre technique Maire de Cirey-sur-Vezouze (2001-2008)                   |
| 2001    | 2008             | Alain Gérard                                | DVG             | Agent SNCF 8ème vice-président Maire de Val-et-Châtillon (1985-2008)     |
| 2008    | 2015             | Josiane Tallotte                            | DVG             | Enseignante, maire de Val-et-Châtillon (2008-2020)                       |

## Composition
Le canton de Cirey-sur-Vezouze groupe 7 communes et compte 3 469 habitants (recensement de 1999 sans doubles comptes).
| Communes          | Population (2012) | Code postal | Code Insee |
| ----------------- | ----------------- | ----------- | ---------- |
| Bertrambois       | 403               | 54480       | 54064      |
| Cirey-sur-Vezouze | 1 794             | 54480       | 54129      |
| Parux             | 65                | 54480       | 54419      |
| Petitmont         | 358               | 54480       | 54421      |
| Saint-Sauveur     | 51                | 54480       | 54488      |
| Tanconville       | 102               | 54480       | 54512      |
| Val-et-Châtillon  | 696               | 54480       | 54540      |

## Démographie
| 1962  | 1968  | 1975  | 1982  | 1990  | 1999  | 2009  |
| ----- | ----- | ----- | ----- | ----- | ----- | ----- |
| 4 345 | 4 900 | 4 478 | 3 902 | 3 629 | 3 469 | 3 357 |